# Il sole morirà
Il sole morirà (Le Soleil va mourir) è un romanzo di fantascienza del 1977 dello scrittore francese Christian Grenier. 

## Trama
(Christian Grenier, Il sole morirà)
Nel 2313 in una base di ricerche su Venere dove lavorano un anziano vulcanologo (Pierre), un giovane astrofisico (Stefan) e una laureata in botanica (Monica). Durante il volo di rientro sulla Terra Stefan e Monica si trovano a fronteggiare una minaccia terribile: un campo di asteroidi che hanno cambiato rotta per via del mutamento dell'orbita di Venere. Questi asteroidi hanno una  strana forma cubica e sembrano manufatti; Infatti si riveleranno dei rifiuti radioattivi cristallizzati espulsi dall'uomo nel XXI secolo. E questi residui si riveleranno la condanna per tutto il sistema solare.

## Capitoli
Il libro è diviso in due parti, e in quindici capitoli:
- Parte prima (Il cielo sulla punta delle dita)

1. Le felci mutanti
2. Operazione "Terra due"
3. Addio, Venere
4. Gli scogli dello spazio
5. I residui cristallizzati
6. Primi sospetti
7. Messingny
8. Il Consiglio dei Mille
9. Il Sole sta per morire

- Parte seconda (Una virgola d'eternità)

1. E diluire il tempo...
2. La fascia di Messigny
3. Ai margini dell'Universo
4. Ritorno su Venere
5. L'inferno della nova
6. Il tempo trasfigurato

## Edizioni
- Christian Grenier, Il sole morirà, I nuovi adulti n. 15, Società Editrice Internazionale, 1978,  p. 186, ISBN 88-05-03619-6.
- Christian Grenier, Il sole morirà, Gli Eroi dell'Avventura, Società Editrice Internazionale, 1995,  p. 186, ISBN 88-05-05520-4.